# The Other Side (álbum de Godsmack)
The Other Side es un EP acústico de la banda estadounidense de heavy metal Godsmack, lanzado el 16 de marzo de 2004. Incluye varias canciones regrabadas de forma acústica, además de tres pistas acústicas nuevas. 
Una de estas nuevas canciones, "Touché", cuenta con la colaboración del primer guitarrista de la banda, Lee Richards, además de John Kosco, quienes en ese momento se encontraban en la banda Dropbox, Las otras dos son "Running Blind" y "Voices", y son canciones que Sully Erna ya tenía compuestas, pero que nunca había llegado a grabar.
La canción "Asleep" es, en realidad una versión acústica, más corta y más calmada de "Awake" del segundo álbum de la banda Awake.

## Grabación
Según Sully Erna, la banda decidió editar un álbum acústico porque siempre habían hecho versiones acústicas que habían sido bien recibidas por el público. "Trabajando las canciones de este modo muestra un lado desconocido de la banda".
The Other Side se grabó en el estudio de Hawái del productor David Bottrill, quien ya había trabajado con la banda en la canción "I Stand Alone", y en su tercer álbum de estudio Faceless.

## Lista de canciones
| N.º | Título                                   | Escritor(es)          | Duración |  |
| 1.  | «Running Blind»                          | Erna                  | 3:59     |  |
| 2.  | «Re-Align»                               | Erna                  | 4:23     |  |
| 3.  | «Touché (con John Kosco y Lee Richards)» | Erna, Kosco, Richards | 3:38     |  |
| 4.  | «Voices»                                 | Erna                  | 3:44     |  |
| 5.  | «Keep Away»                              | Erna                  | 4:49     |  |
| 6.  | «Spiral»                                 | Erna                  | 5:21     |  |
| 7.  | «Asleep»                                 | Erna                  | 3:58     |  |

## Ventas
The Other Side debutó en el puesto número cinco de la lista Billboard 200, vendiendi 98.000 copias en su primera semana, llegando a vender más de medio millón de copias en Estados Unidos. Fue certificado oro por la Recording Industry Association of America (RIAA), por superar las 500.000 copias.

## Personal
| - Sully Erna - voz, guitarra, productor - Tony Rombola - guitar, coros - Robbie Merrill - bajo - Shannon Larkin - batería, percusión - David Bottrill - mezclas - P.R. Brown - diseño artístico, fotografía - Troy González - asistente - Sherline Hall - asistente | - Kent Hertz - ingeniero - Dave Homcy - fotografía - John Kosco - invitado - Bob Ludwig - masterización - Lee Richards - invitado - Ben Sanders - asistente - Kurt Schneck - asistente - Kevin Sheehy - asistente |

## Posición en listas
Álbum - Billboard (Estados Unidos)
| Año  | Lista             | Posición |
| ---- | ----------------- | -------- |
| 2004 | The Billboard 200 | 5        |

Sencillos - Billboard (Estados Unidos)
| Año  | Sencillo        | Lista                  | Posición |
| ---- | --------------- | ---------------------- | -------- |
| 2004 | "Running Blind" | Mainstream Rock Tracks | 3        |
| 2004 | "Running Blind" | Modern Rock Tracks     | 14       |
| 2004 | "Touché"        | Mainstream Rock Tracks | 7        |
| 2004 | "Touché"        | Modern Rock Tracks     | 33       |

### Certificación
| País           | Ventas   | Fecha de certificación | Certificación |
| -------------- | -------- | ---------------------- | ------------- |
| Estados Unidos | 500.000+ | 1 de junio de 2004     | Oro           |